# ジェラール・ドブルー
ジェラール・ドブルー（Gerard Debreu、1921年7月4日 - 2004年12月31日）は、フランスの経済学者、数学者。数理経済学全般、特に一般均衡理論の研究に関する数理経済学者の代表的人物である。1983年には一般均衡理論の徹底的な改良と経済理論に新たな分析手法を組み込んだことが評価され、ノーベル経済学賞を受賞した。

## 生涯
- 1921年、ドブルーはフランスのカレーで誕生した。

- 第二次世界大戦の開戦に先立ってアンベールに急遽設置された履修課程で数学を学び、開戦間際に大学を卒業した。
- その後グルノーブルに転居し、1941年に高等師範学校に入学し1944年に同校を卒業。
- 間もなくノルマンディー上陸作戦が開始されると、ドブルーは連合軍への参加を志願。アルジェリアで訓練を受けた後、1945年7月までドイツにおいてフランス軍の支援にあたった。

- 終戦後、ドブルーは経済学に関心を持ち、特にレオン・ワルラスの一般均衡理論に興味を惹かれた。ドブルーはフランス国立科学研究センターで助手となり、その後ウプサラ大学とオスロ大学で助手を務めた。

- 1950年、アメリカ合衆国に渡り、当時シカゴ大学に所在したコウルズ委員会に参加した。そこで5年間を過ごし、1954年にケネス・アローとともにExistence of an Equilibrium for a Competitive Economy（競争経済における均衡の存在）という論文を発表した。
- 翌1955年にコウルズ委員会のイェールへの移転に伴いイェール大学に移った。1959年にTheory of Value: An Axiomatic Analysis of Economic Equilibrium を公刊し一般均衡理論の礎を与えた。この本は後述するノーベル経済学賞受賞の理由として特に大きいものである。

- さらに1960年から1961年までスタンフォード大学に勤めた。
- 1962年からはカリフォルニア大学バークレー校で研究を行った。

- 1976年、レジオンドヌール勲章を受勲。続いて1977年、フンボルト賞を受賞。そして1983年、一般均衡理論に関する研究が称えられ、ノーベル経済学賞を受賞した。

- 1990年アメリカ経済学会会長。

- 2004年、パリで逝去。

## 業績
- ドブルーはもともと数学者であった。彼の研究の方向性は、一般均衡理論を数学的に構築することにあったといえる。事実、ドブルーの業績は、厚生経済学の基本定理の定式化と証明に始まり、競争市場の一般均衡解の存在証明、消費者の選好を効用関数から再現するための数学的条件、フランシス・エッジワースのコアが一般均衡解に収束するための数学的条件、超過需要関数の満たすべき数学的条件、などであった。その意味では、ドブルーは経済学の公理化を、その内容如何に関わらず徹底的に推し進めた経済学者の1人であった。

- またドブルーは、後の研究者のために、数学的見地から多くの概念的道筋を開拓した。1954年には財とその価格の束が線形空間とその双対として表現できるという概念を導入し、1962年には準均衡という概念を導入した。また経済理論の標準的な仮定の下では競争市場の均衡の集合は有限であり、従って競争市場の均衡は局所的に一意的だということを初めて証明した。比較的よく知られている業績としては、1974年に発表した市場需要関数についての研究がある。

## 著書
- Theory of Value: An Axiomatic Analysis of Economic Equilibrium (Cowles Foundation Monographs Series), (Yale University Press 1959).

丸山徹訳『価値の理論　―経済均衡の公理的分析』（東洋経済新報社, 1977年）